# Saint-Denis-d'Anjou
Saint-Denis-d'Anjou è un comune francese di 1 544 abitanti situato nel dipartimento della Mayenne nella regione dei Paesi della Loira.

## Società

### Evoluzione demografica
Abitanti censiti